# Fähre Grünau–Wendenschloß
Die Fähre Grünau–Wendenschloß ist eine Fährverbindung in Berlin auf der Dahme zwischen Grünau und Wendenschloß. Sie wird heute von den Berliner Verkehrsbetrieben (BVG) als Linie F12 Wendenschloß, Müggelbergallee <> Grünau, Wassersportallee betrieben.

## Verlauf
Die Fähre verbindet im Südosten Berlins Grünau und Wendenschloß über die Dahme. Die Grünauer Anlegestelle liegt an der Wassersportallee unweit der Kreuzung mit der Regattastraße, die in Wendenschloß an der Müggelbergallee in der Nähe der Wendenschloßstraße. Die beiden Endpunkte der Fähre liegen etwa 300 Meter in Ost-West-Richtung voneinander entfernt.

## Geschichte

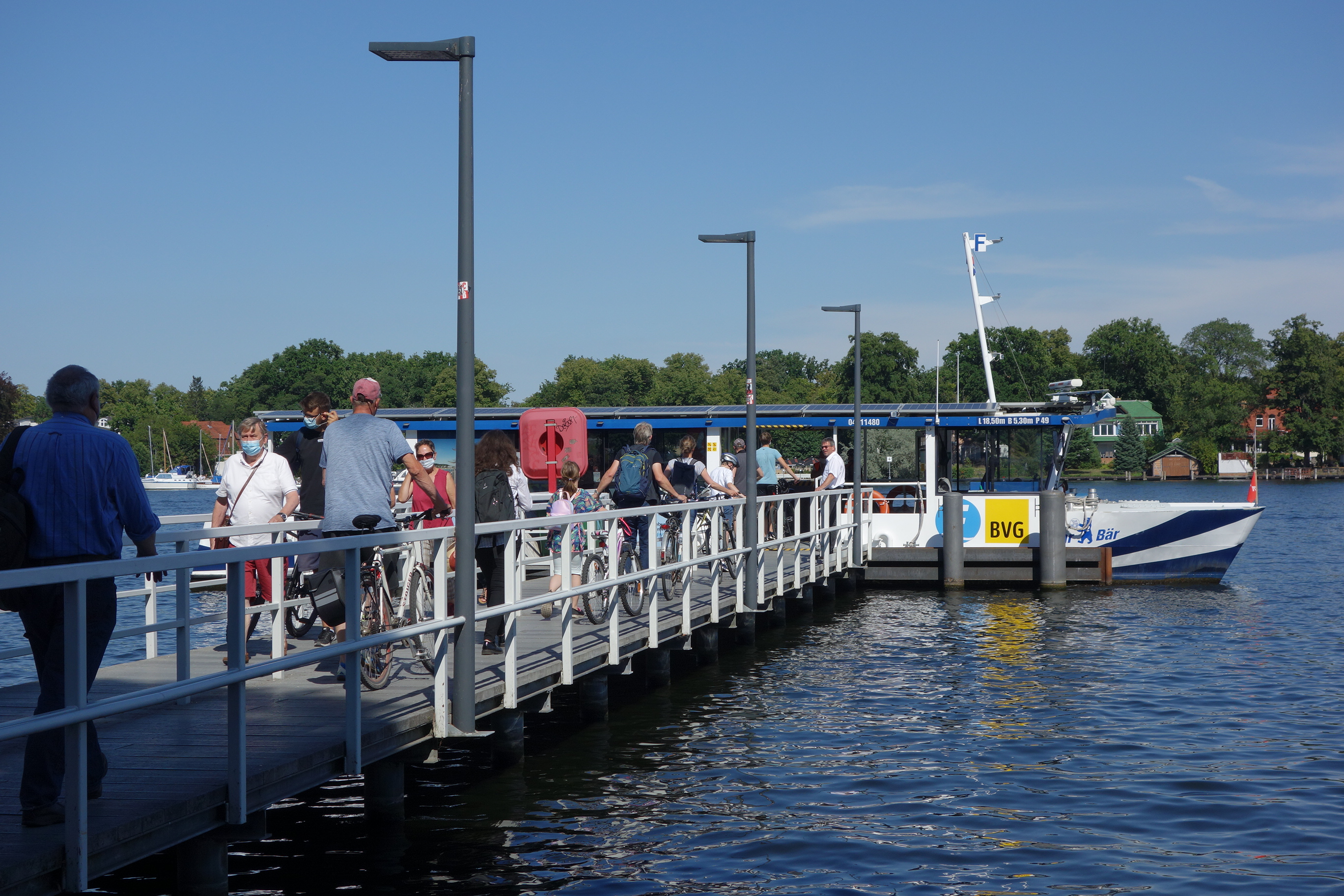
Anlegestelle der Berliner Fährlinie F12 in Grünau (2020)

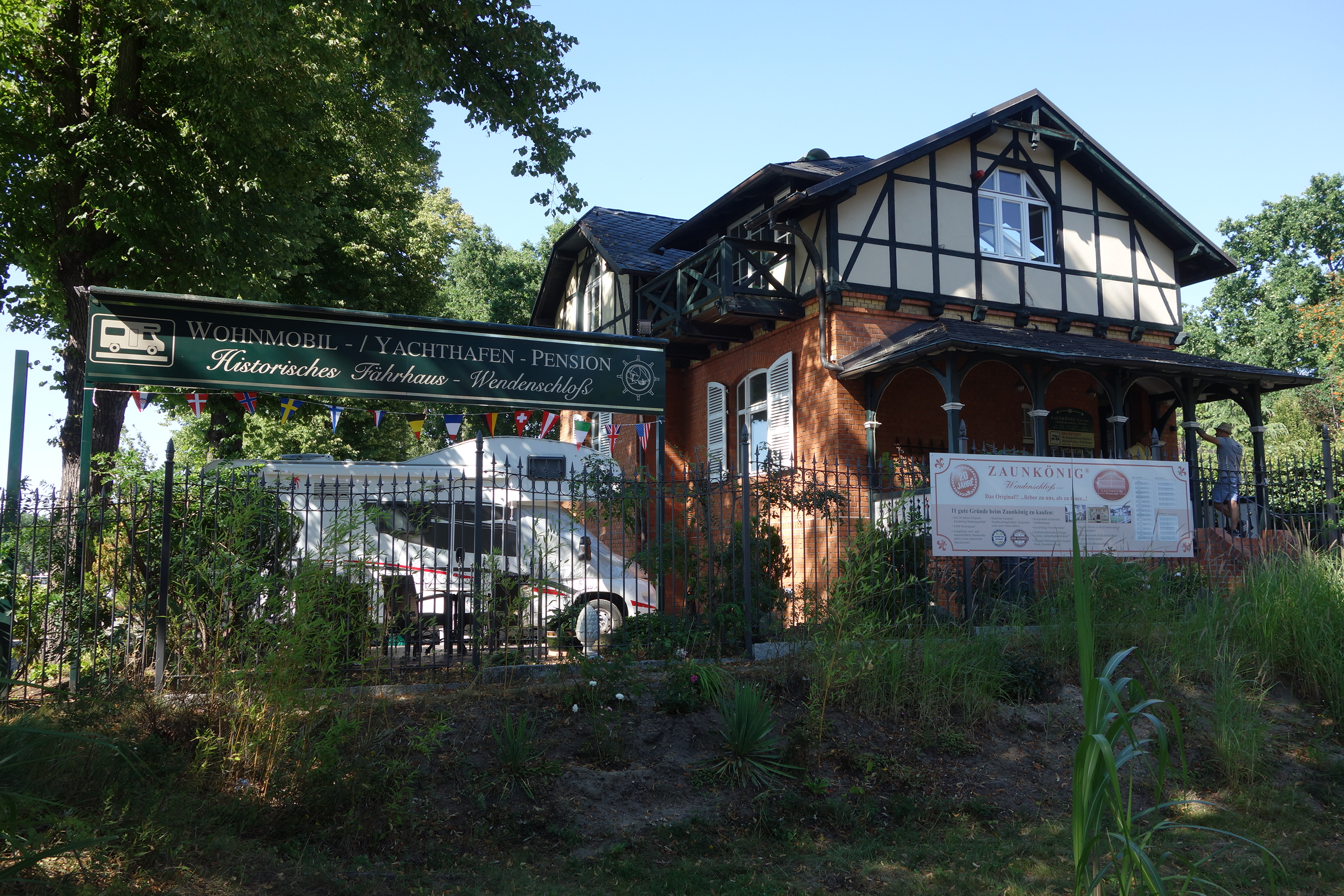
Historisches Fährhaus Wendenschloß (2020)

Im Jahr 1866 wurde der Bahnhof Grünau an der Görlitzer Bahn eröffnet. In der Folge entwickelte sich das Gebiet zu einem beliebten Ausflugsziel der Berliner. 1870 wurde die erste Fähre über damals auch Wendische Spree genannte Dahme zum damals Eichhorn benannten Waldgebiet auf dem rechten Ufer eröffnet. Der Fährmann erbaute eine Wendenschloß genannte Ausflugsgaststätte. Ende der 1890er Jahre entstanden die ersten Wohnhäuser in Wendenschloss. Nach der Eröffnung der Straßenbahn nach Köpenick im Jahr 1903 begann 1905 der Bau der Villenkolonie Wendenschloß. Damit gewann die Fähre auch für den Alltagsverkehr an Bedeutung.
Im Jahr 1911 kostete eine Überfahrt auf der Fähre zwischen der Gastwirtschaft Friedrichsgarten auf dem linken (Grünauer) und der Gastwirtschaft Wendenschloß auf dem rechten Ufer 5 Reichspfennig. Seit 1920, mit dem Inkrafttreten des Groß-Berlin-Gesetzes, liegt die Fährverbindung vollständig auf Berliner Gebiet.
Im Jahr 1980 wurden mehr als 400.000 Fahrgäste auf der Fähre befördert.
Bis in die 1980er Jahre hinein wohnte der auf der Fähre tätige Fährmann im Fährhaus.  Seit den 1990er Jahren trägt die Fähre im Nummernsystem der Berliner Verkehrsbetriebe und des Verkehrsverbundes Berlin-Brandenburg die Linienbezeichnung F12.
Bis zum 31. Dezember 2013 wurde auf der Linie eine dieselbetriebene Fähre und seit dem 1. Januar 2014 eine elektrisch betriebene Solar-Fähre eingesetzt. Die als FährBär bezeichneten Schiffe gehören der Weißen Flotte Stralsund, die diese Linie und drei weitere Linien in Berlin als Subunternehmer betreibt.
Da viele Schüler aus Grünau Schulen in Wendenschloß besuchen, kam es zu Engpässen im morgendlichen Schülerverkehr. Die eingesetzte Fähre kann nur 50 Fahrgäste und 20 Fahrräder befördern. Im Jahr 2018 wurde das Problem durch Bauarbeiten bei der Straßenbahn verstärkt. Daraufhin veranlassten Schüler, unterstützt von der Bürgerplattform SO, dass ein in Wendenschloß liegendes für Saisonfährfahrten auf der Linie F21 genutztes Fährboot zur Verstärkung im Morgenverkehr zum Einsatz kam. Im Morgenverkehr gibt es an Schultagen von April bis Oktober seitdem Dienstag–Freitag zwischen 7 und 8 Uhr drei zusätzliche Fahrten.
Die planmäßige Überfahrtzeit beträgt zwei Minuten.